# Ned Eisenberg

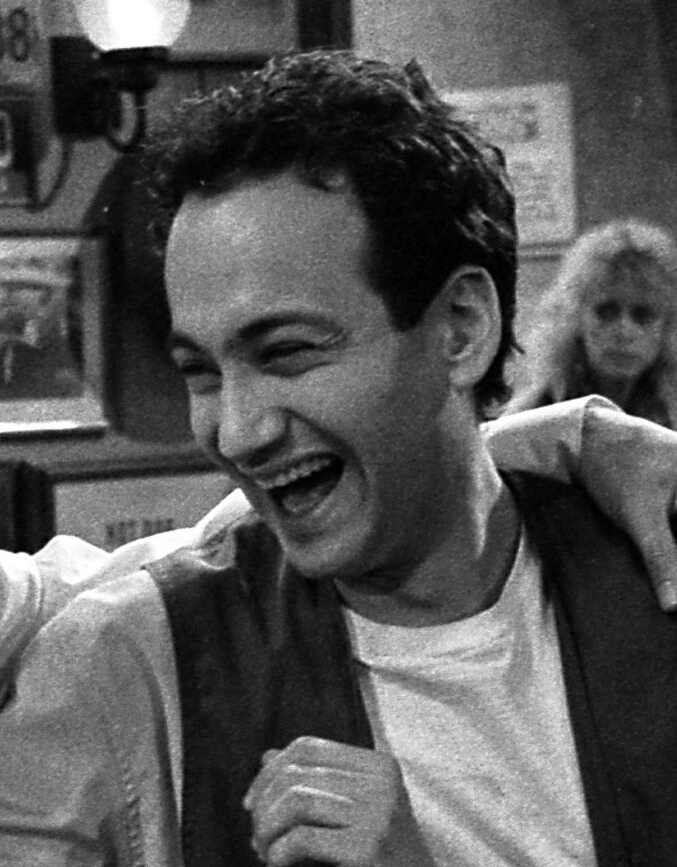
Ned Eisenberg (1986)

Ned Eisenberg (* 13. Januar 1957 in New York City, USA; † 27. Februar 2022 ebenda) war ein US-amerikanischer Schauspieler.

## Leben
Eisenberg wurde in einer jüdischen Familie geboren und wuchs im Riverdale-Bezirk in der Bronx auf. Er absolvierte 1972 die Riverdale Junior High School und lernte im Anschluss das Schauspiel an der Performing Arts High School, ebenfalls in New York.
Eisenberg war vor allem durch wiederkehrende Rollen und Gastauftritte bekannt, darunter hauptsächlich in den Rollen der Anwälte James Granick in Law & Order und Roger Kressler in Law & Order: Special Victims Unit. Auch wirkte er in weiteren Serien wie The Marvelous Mrs. Maisel, Her Voice und Person of Interest, wie auch in Mare of Easttown, Miami Vice, Criminal Intent – Verbrechen im Visier  und Die Sopranos. Im Kino spielte er in zwei Filmen des Regisseurs Clint Eastwood, Flags of Our Fathers und Million Dollar Baby.
Eisenberg war mit Patricia Dunnock verheiratet, mit der er einen Sohn hatte. Er starb Ende Februar 2022 nach zweijährigem Kampf gegen ein Gallengangskarzinom sowie Augenkrebs.

## Filmografie (Auswahl)
- 1980: Der Exterminator (The Exterminator)
- 1981: Brennende Rache (The Burning)
- 1982: Der Söldner (The Soldier)
- 1983: Todesschwadron (Deadly Force)
- 1984: Moving In – Eine fast intakte Familie (Firstborn)
- 1985: Traffic School – Die Blech- und Dachschaden-Kompanie (Moving Violations)
- 1987: Inkognito (Hiding Out)
- 1990: Air America
- 1996: Last Man Standing
- 1998: Celebrity – Schön. Reich. Berühmt. (Celebrity)
- 1998: Mit aller Macht (Primary Colors)
- 1998: Zivilprozess (A Civil Action)
- 1999: Die Sopranos (The Sopranos, Fernsehserie, Folge 1x03)
- 1999–2019: Law & Order: Special Victims Unit (Fernsehserie, 24 Episoden)
- 2000: Cheaters (Fernsehfilm)
- 2003: Head of State
- 2004: Million Dollar Baby
- 2006: Flags of Our Fathers
- 2006: World Trade Center
- 2011: Ohne Limit (Limitless)
- 2012: Um Klassen besser (Won't Back Down)
- 2020: Her Voice (Little Voice) (Fernsehserie)